# Ilex latifolia
Ilex latifolia är en järneksväxtart som beskrevs av Carl Peter Thunberg och A. Murray.
Ilex latifolia ingår i släktet järnekar och familjen järneksväxter. Inga underarter finns listade i Catalogue of Life.

## Bildgalleri

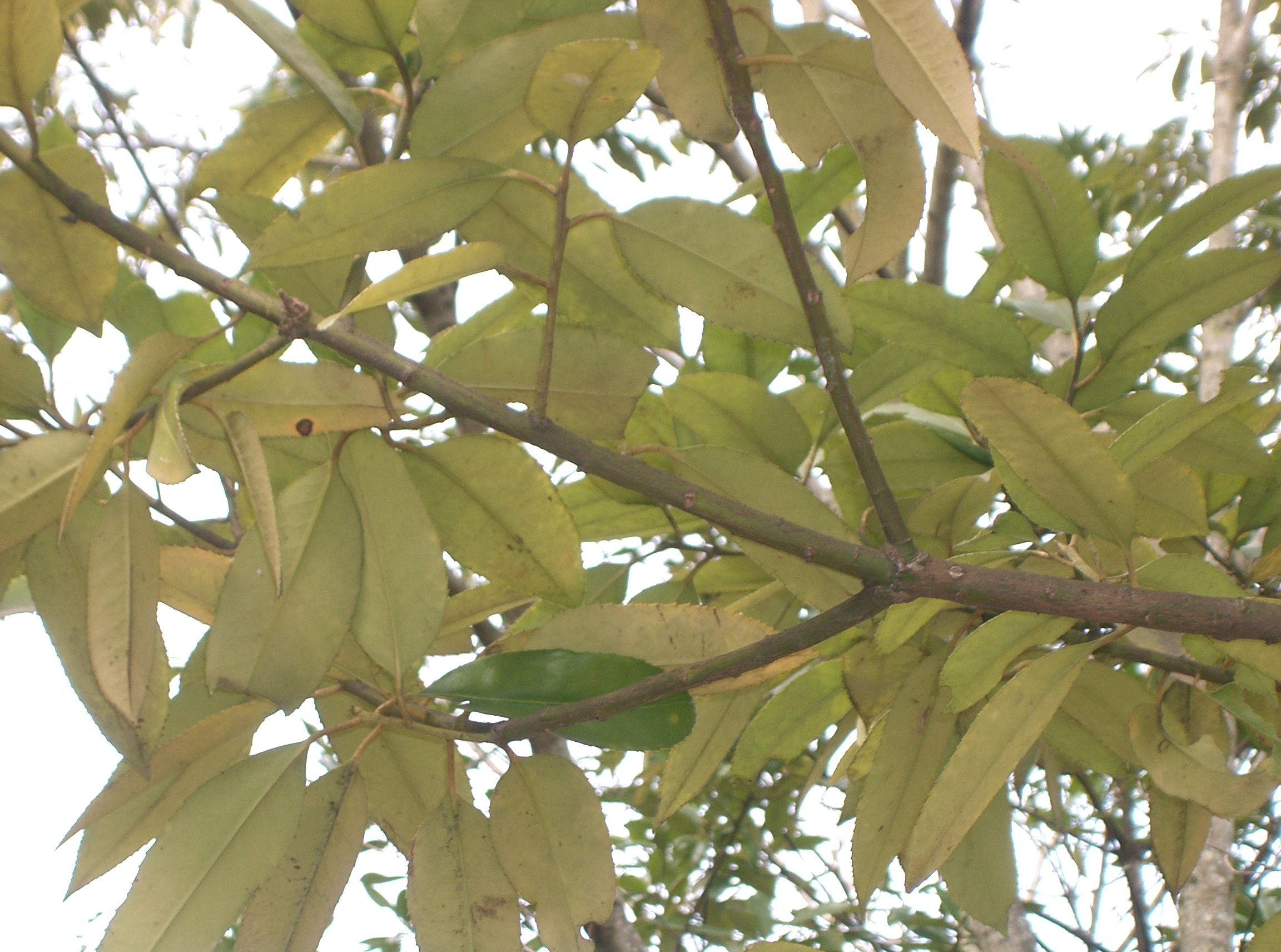
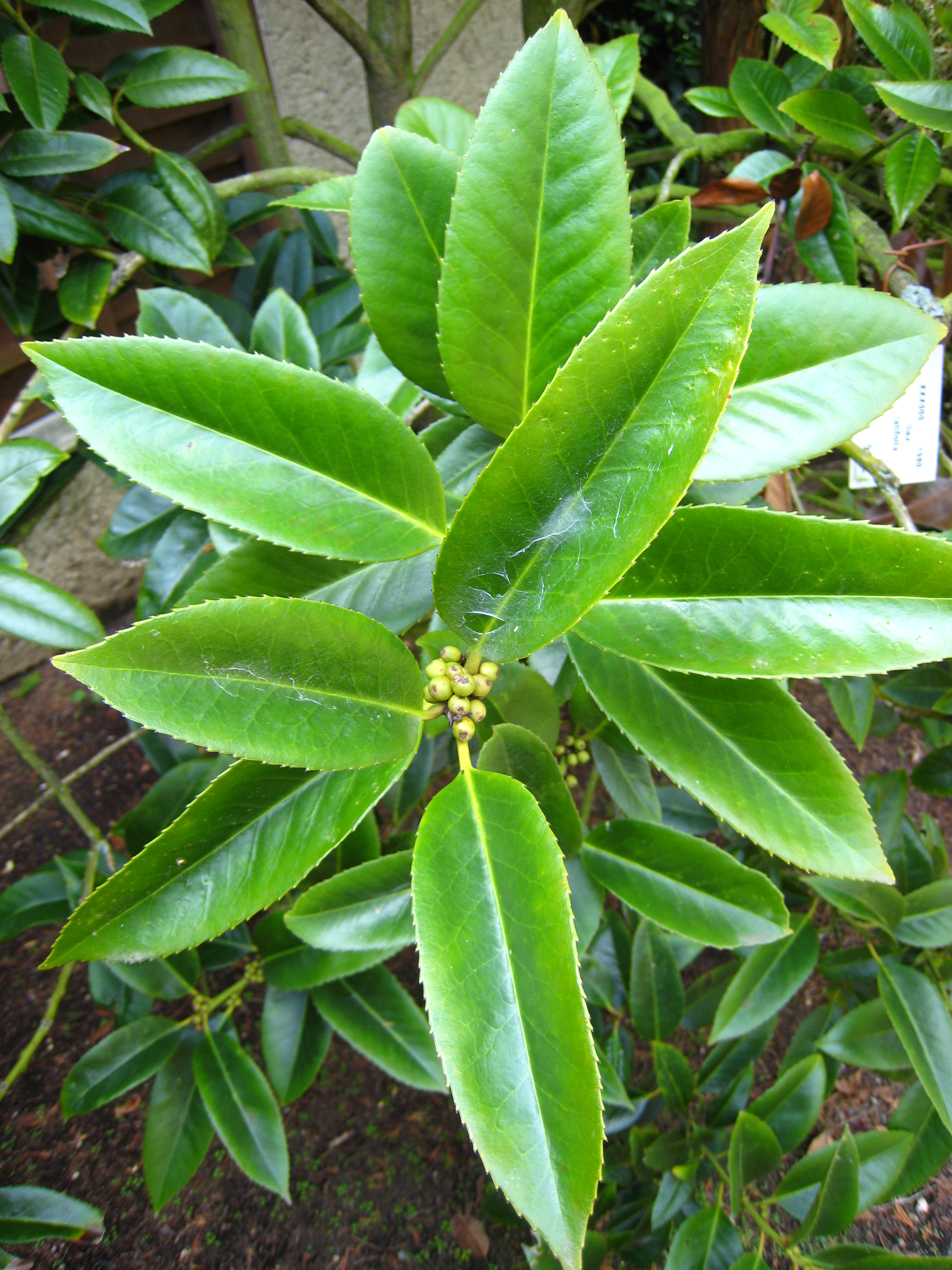
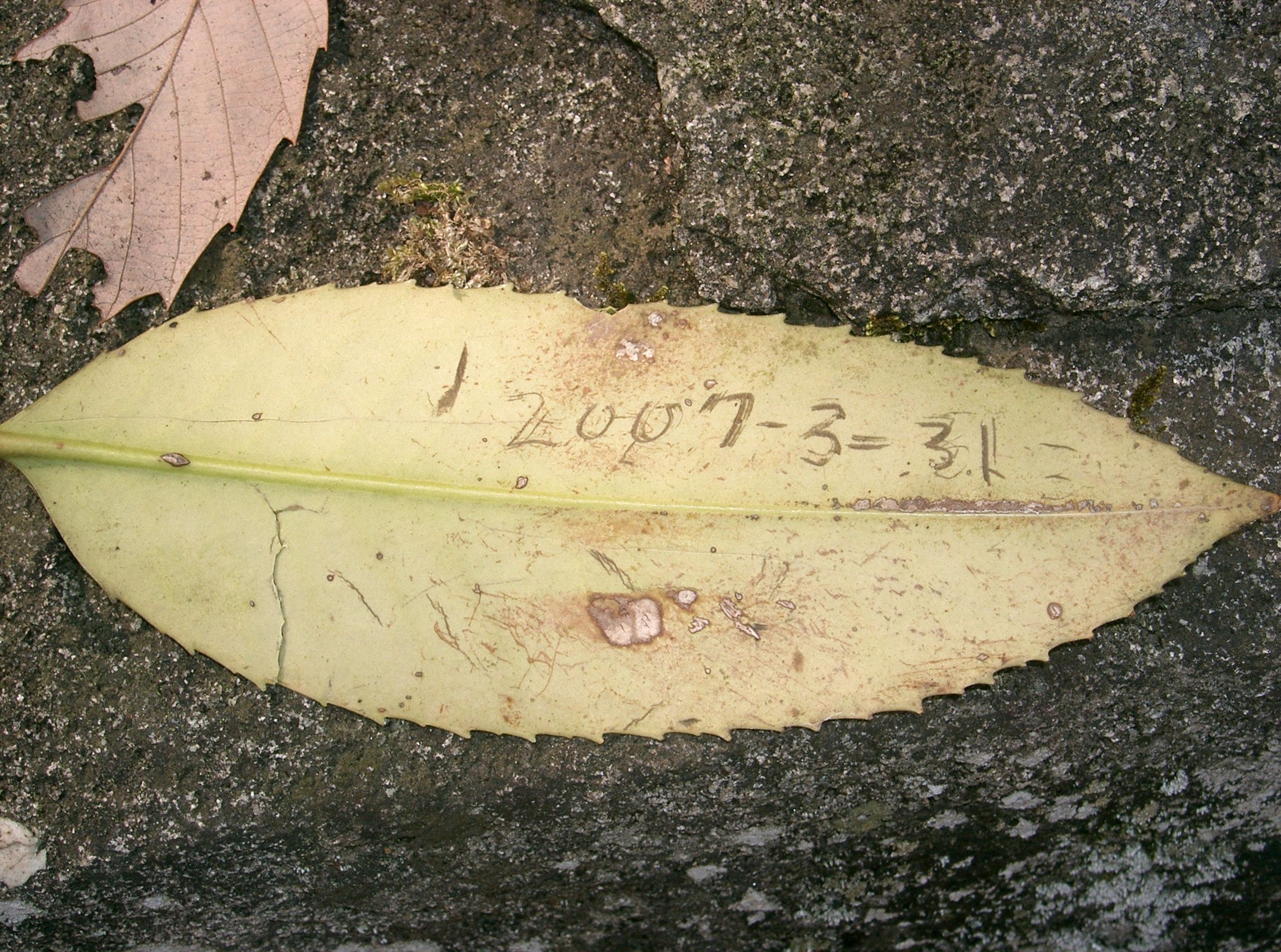
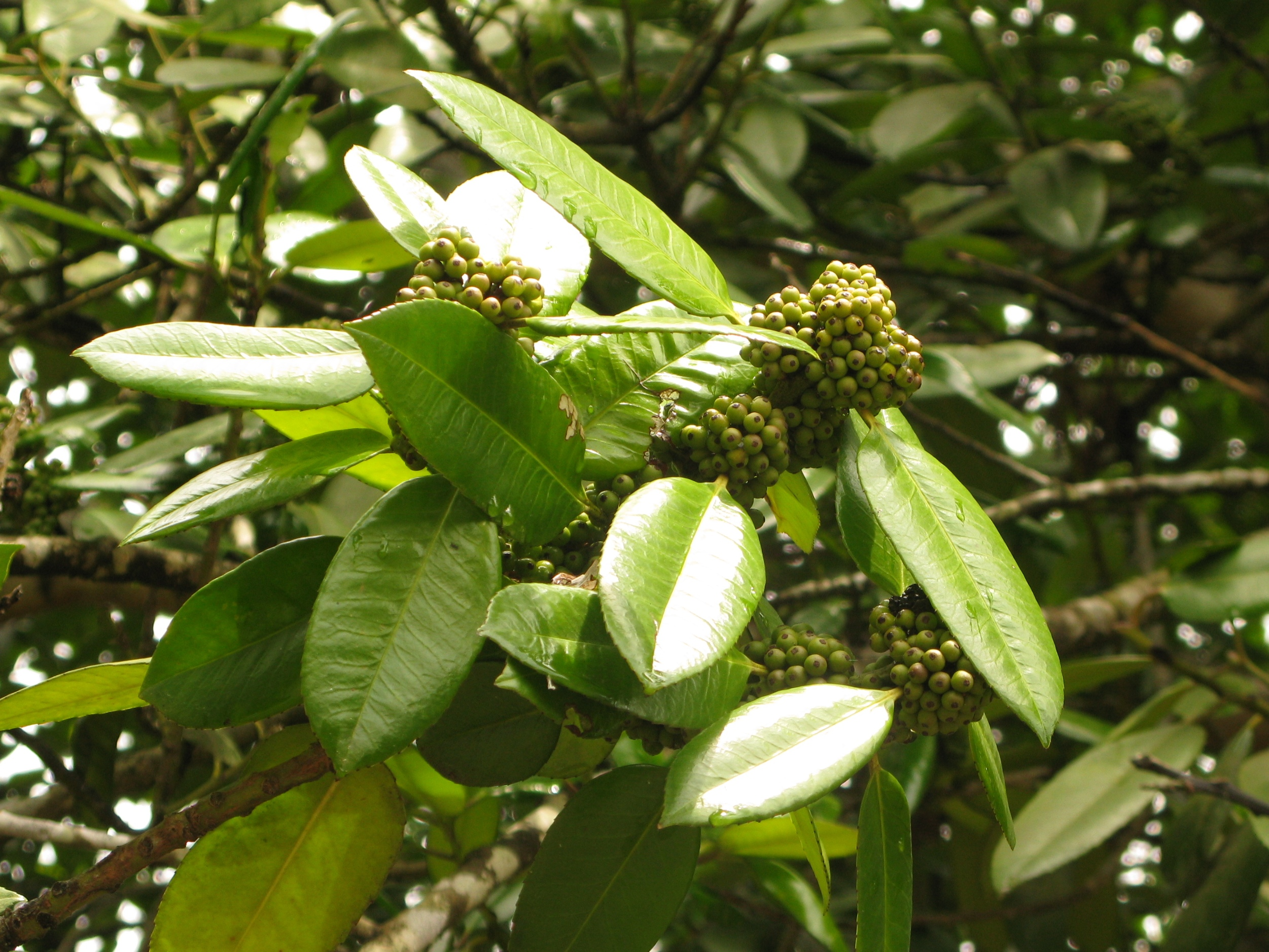
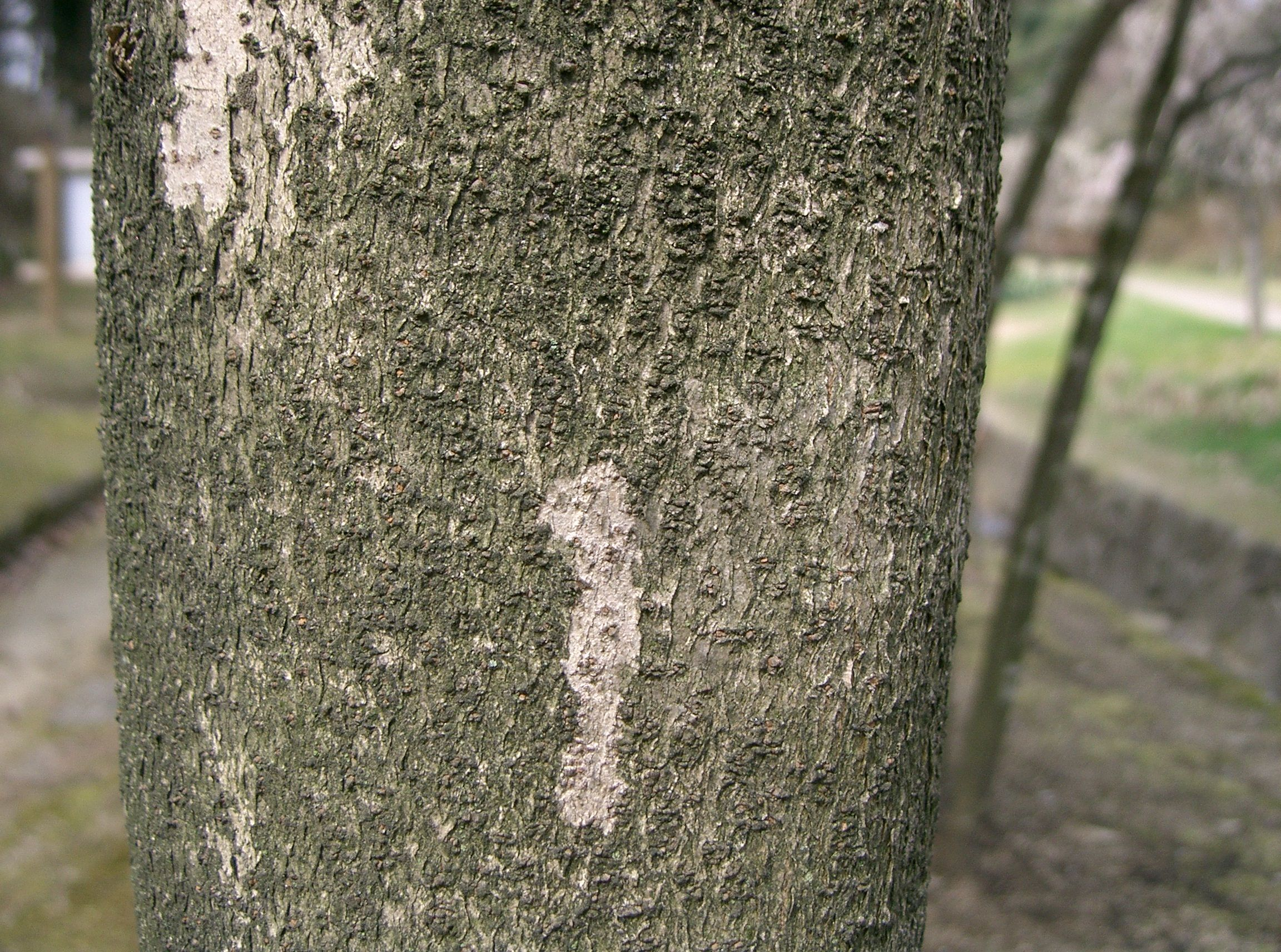
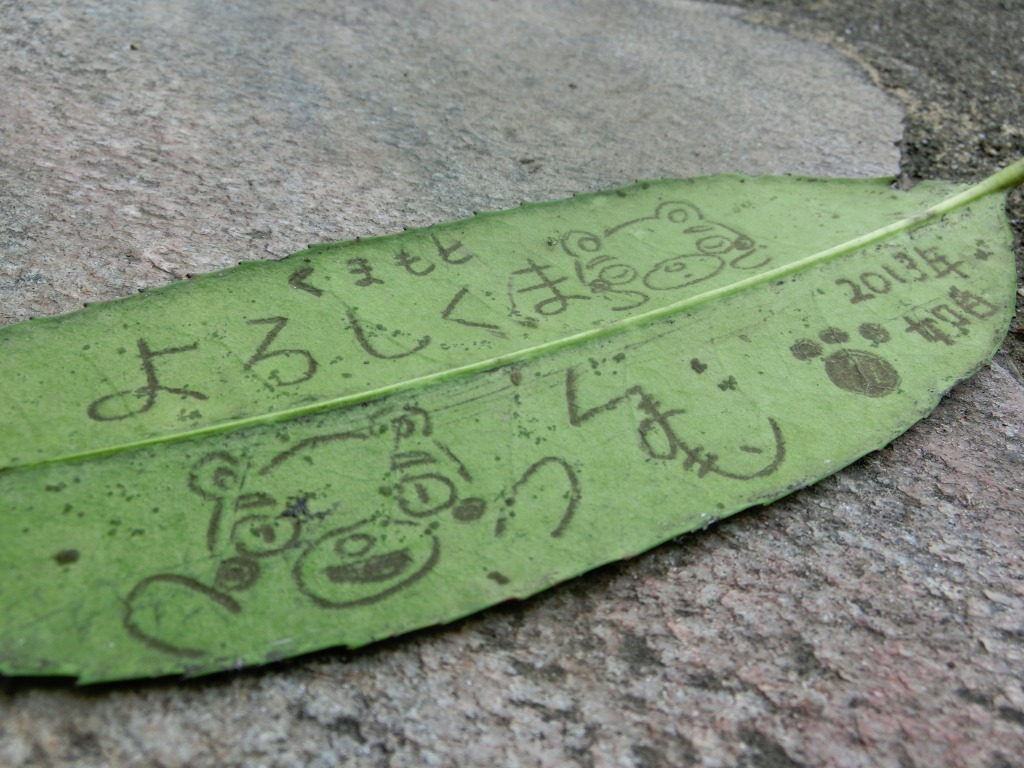